# Louise Lamphere
Louise Lamphere (* 1940) ist eine US-amerikanische Anthropologin und emeritierte Professorin der University of New Mexico. Sie amtierte 1999–2001 als Präsidentin der American Anthropological Association (AAA).

## Leben
Lamphere legte alle akademischen Prüfungen an der Harvard University ab: Bachelor 1962, Master 1966 und die Promotion zur Ph.D. 1968. 2015 wurde ihr von der Brown University der Ehrendoktortitel verliehen, dort war sie nach ihrer Promotion von 1968 bis 1975 Assistant Professor gewesen, von 1979 bis 1985 Associate Professor und von dann für ein Jahr als Full Professor. 1986 wechselte sie an die University of New Mexico, seit 2001 ist sie dort Distinguished Professor, 2009 wurde sie emeritiert.
Lamphere befasst sich seit Jahrzehnten mit dem Thema Frauen und Arbeit und legte unter anderem Studien über Industriearbeiterinnen in Rhode Island und arbeitende Frauen in Albuquerque vor. Sie forschte zudem zur Medicaid Managed Care Reform (1998–2000) und zur Behavioral Health Reform (2005–2010), in New Mexico durchgeführt. Ihr besonderes Interesse gilt den Auswirkungen der Privatisierung auf indianische und hispanische Gesundheitskonsumenten und auf Frauen, die in vorderster Linie in der Gesundheitsversorgung arbeiten (medizinische Assistenten, Krankenschwestern, Case Manager). Außerdem erforschte sie die Rolle von Frauen in der Navajo-Kultur.

## Schriften (Auswahl)
- Weaving women's lives. Three generations in a Navajo family. University of New Mexico Press, Albuquerque 2007, ISBN 978-0-82634-278-2.
- From working daughters to working mothers. Immigrant women in a New England industrial community. Cornell University Press, Ithaca 1987, ISBN 0801494419.
- To run after them. Cultural and social bases of cooperation in a Navajo community. University of Arizona Press, Tucson 1977, ISBN 0816505942